# Lasius alienus
Espèce
Lasius alienus est une espèce de fourmis cosmopolites de la sous-famille des Formicinae. Très répandue, cette espèce paléarctique et opportuniste est commune en Europe, en Asie et en Amérique du Nord.

## Distribution
Cette espèce se rencontre en Europe, en Amérique du Nord et au Japon.

## Description

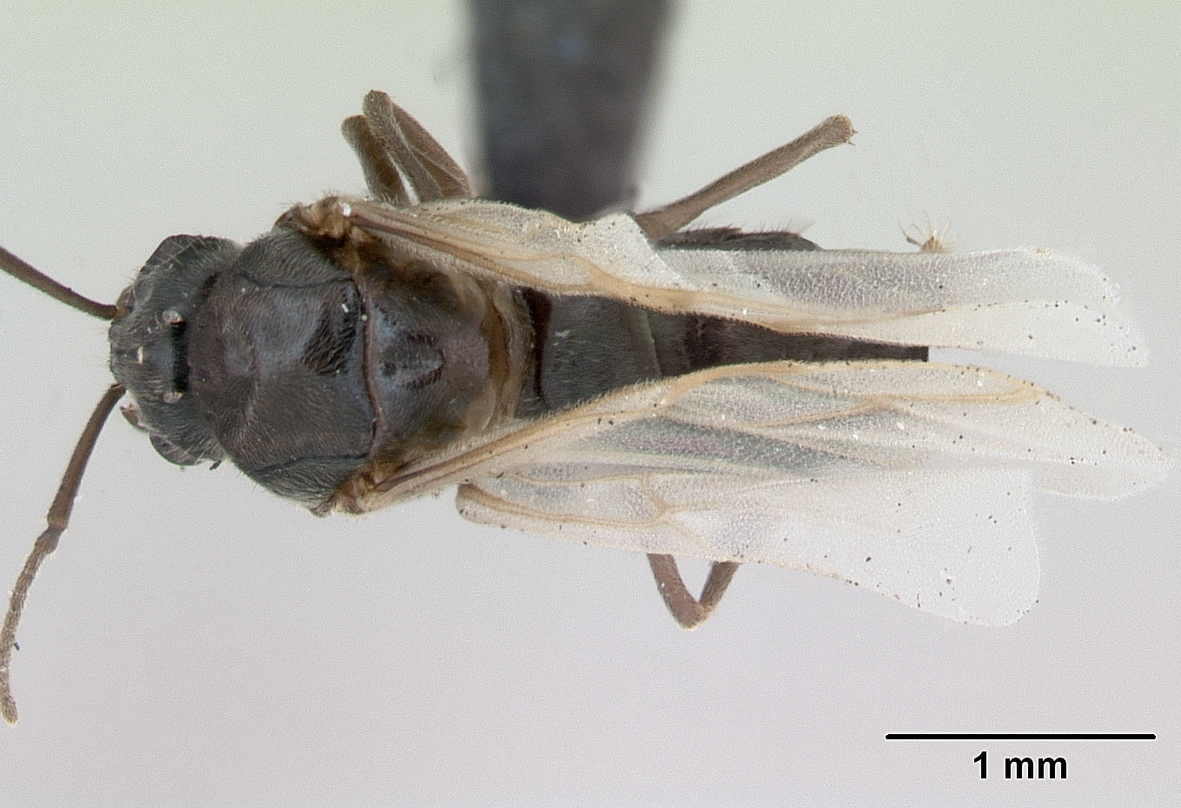
Lasius alienus

De taille petite à moyenne (2 à 4,5 mm). Elle est de couleur brun foncé à noir. Les tibias sont un peu plus clairs et la pilosité est plutôt réduite. Ses yeux sont relativement gros . Son scape possède peu ou pas de poils dressés. 

## Habitat
Cette fourmi apprécie les endroits bien situés par rapport à l'ensoleillement : pelouses calcaires, carrières, autres endroits pierreux. Les nids sont situés sous les pierres. En Europe, elle est surtout présente dans les champs agricoles et elle est ainsi surnommée la fourmi des champs. 

## Biologie
Les chenilles de plusieurs papillons myrmicophiles, dont le Sablé provençal, l'Azuré de l'esparcette, l'Azuré des cytises et l'Azuré de la sarriette, sont soignées par des fourmis, dont Lasius alienus.